# Grégory Paisley
Grégory Paisley (n. 7 mai 1977, Paris, Franța) este un fotbalist aflat sub contract cu OGC Nice.